# Sipar
Sipar – tarcza stalowa o kolistym, rzadziej owalnym zarysie, typowa dla krajów wschodnich takich jakich Persja, Turcja lub Indie, gdzie występuje pod nazwą dhal. 
Tarcza ta miała swoje prototypy już w starożytności, zaczęła występować równolegle z kałkanem, z czasem całkowicie go wypierając. Średnicy 20–60 cm, wypukła z brzegami płaskimi lub zwiniętymi w wałek. Z reguły miała 2 lub 3 uchwyty przymocowane do pierścieni mocowanych na nitach, których ozdobne główki umiejscowione były na zewnętrznej stronie tarczy.
Powierzchnia tarczy była często bogato zdobiona, nabijana mosiądzem, srebrem, złotem, niellowana, wycinana lub trawiona w bogate ornamenty o motywach roślinnych bądź figuralnych.
Od spodu tarcza była wykładana tkaniną, najczęściej aksamitem, czasem jedwabiem lub brokatem, niejednokrotnie zdobioną, z poduszeczką pod ręką dla wygody użytkownika. Bogato zdobione tarcze miewały też brzegi opatrzone frędzlą. 
Lepszej jakości sipary wykonywano ze stali damasceńskiej, istniała też odmiana wykonywana ze skóry, najczęściej nosorożca, która po odpowiedniej obróbce nieco prześwitywała. Skórzane tarcze również bywały bogato zdobione, malaturą, złoceniami, emalią, miały 4 do 6 metalowych guzów, mocujących uchwyty.
W XIX i XX wieku produkowano słabej jakości sipary w Iranie, jako pamiątki dla turystów.

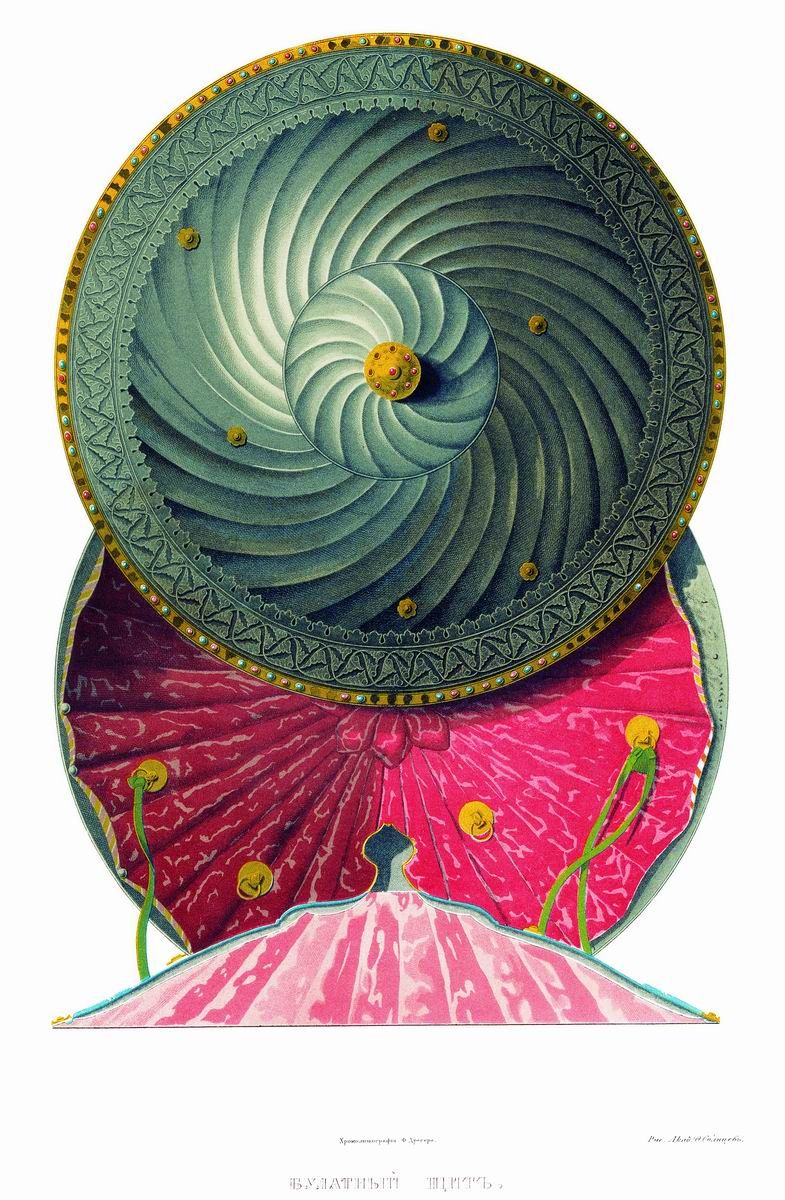
Typowy sipar z XVI wieku, zdobiony srebrem, złotem i drogocennymi kamieniami, z aksamitnym podbiciem.
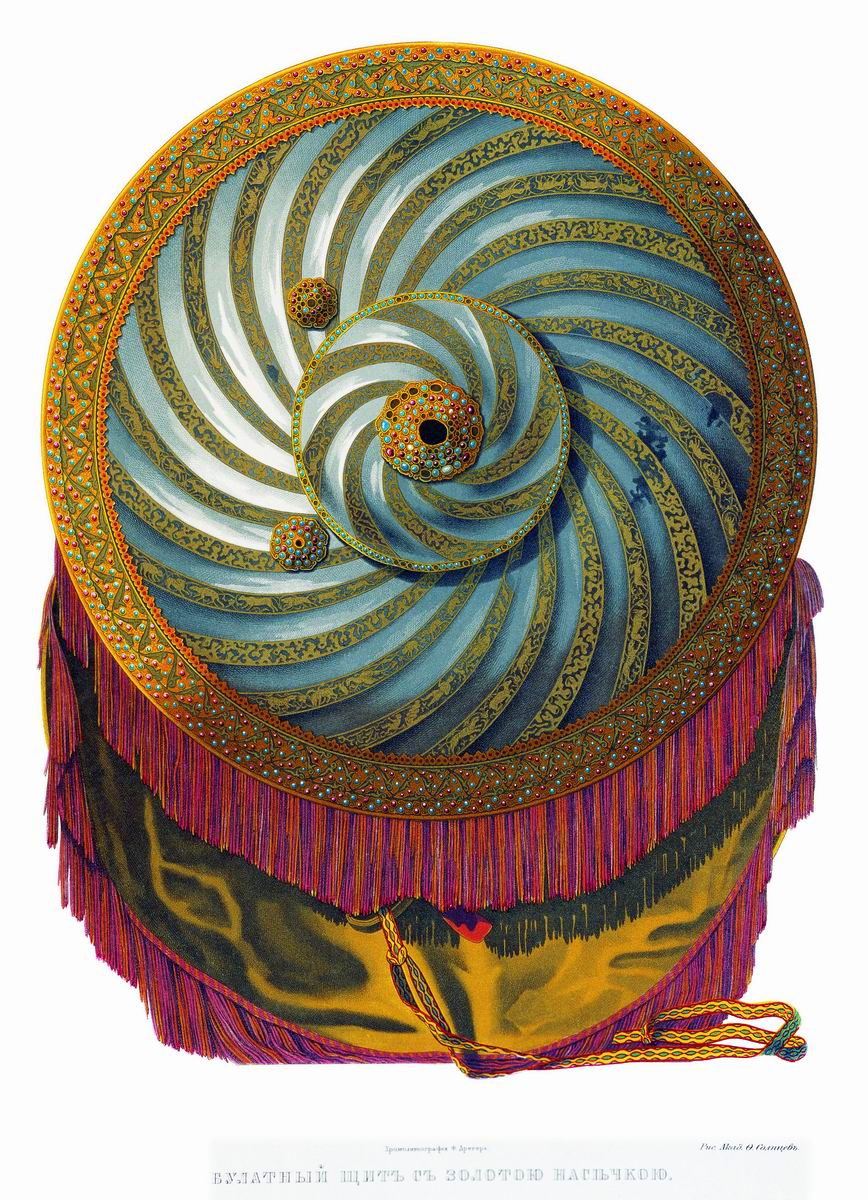
Bogato zdobiony sipar z XVI–XVII wieku z zawiniętymi w wałek brzegami, w zdobieniach dominują emalia, srebro, złoto, drogocenne kamienie, podbity adamaszkiem.
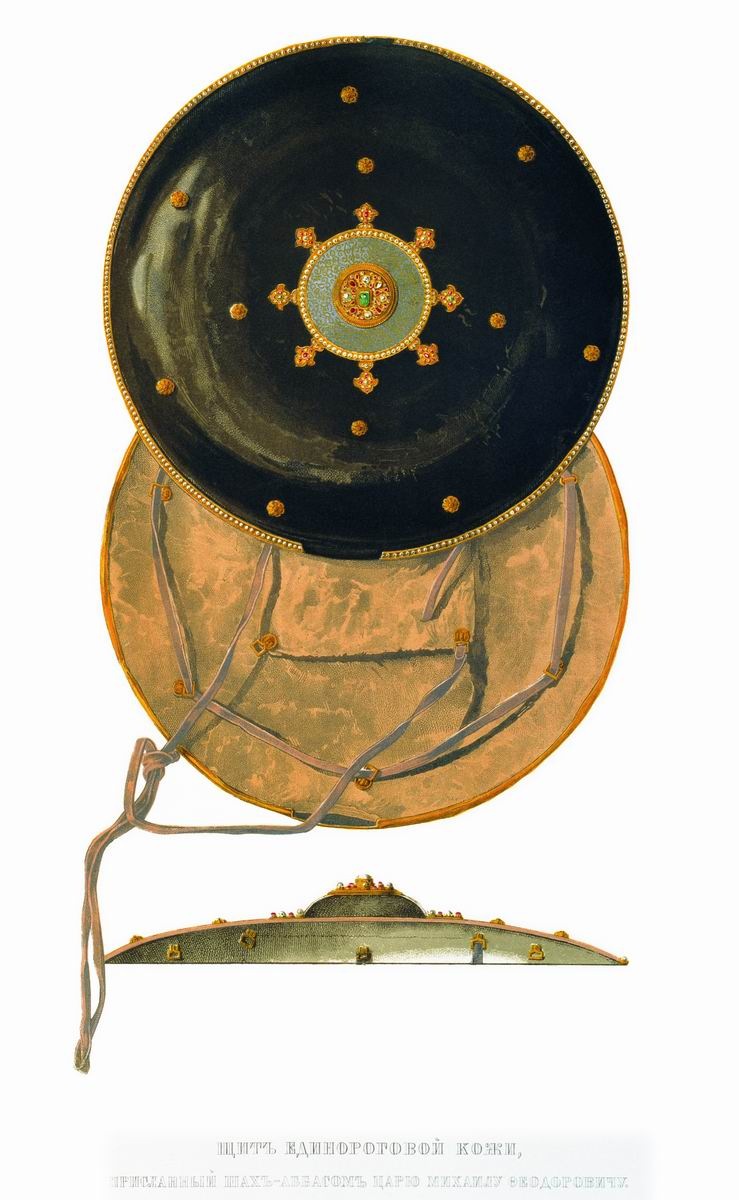
Skórzany sipar, będący podarunkiem szacha perskiego Abbasa II dla cara Rosji Michała I w 1644. Zdobiony złotem i drogocennymi kamieniami, podbity brokatem.
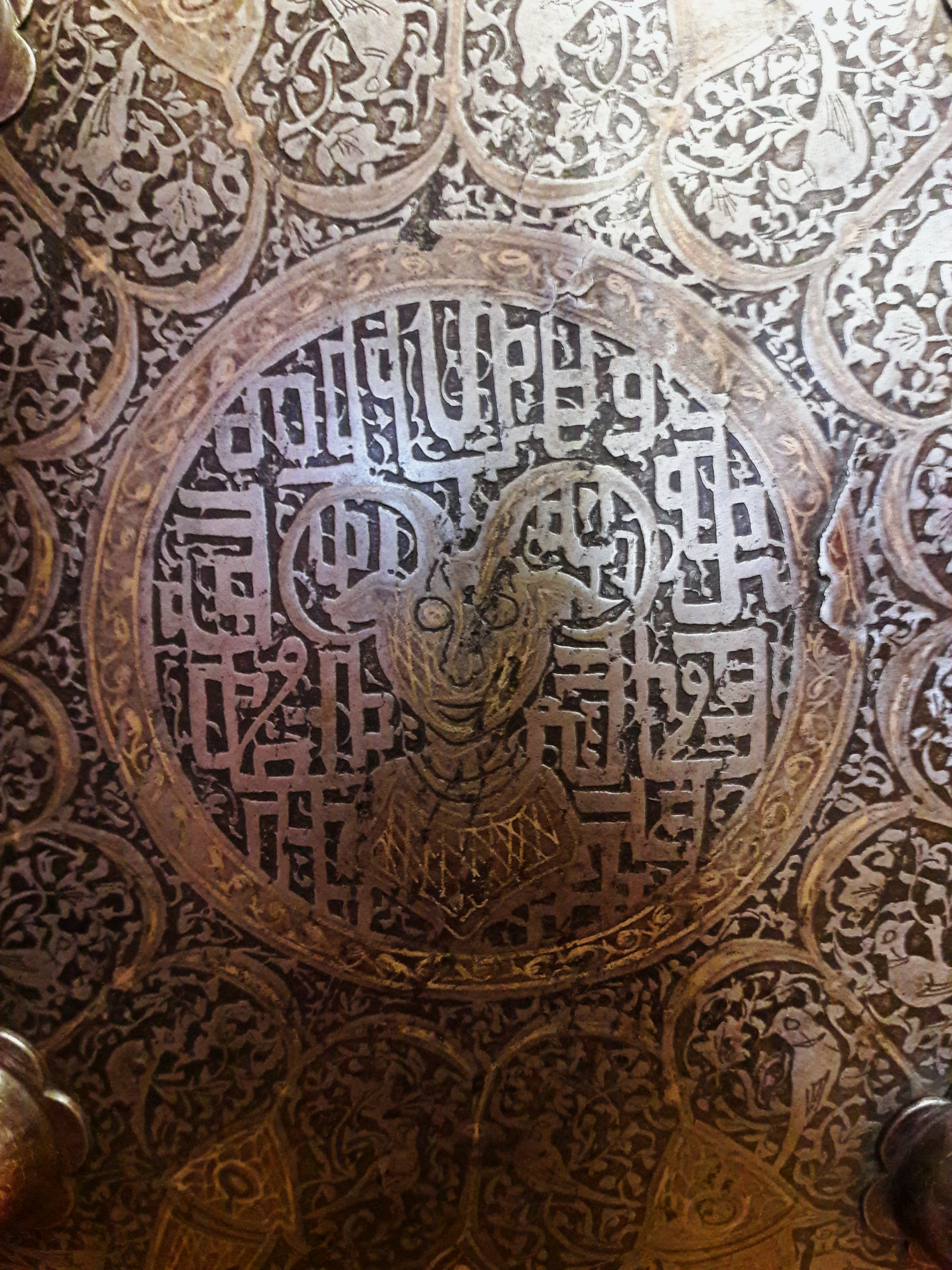
Fragment tarczy sipar z wizerunkiem demona, pochodząca z przełomu XVIII i XIX wieku, Muzeum Lubelskie w Lublinie